# Kanton Alzon
Kanton Alzon (francouzsky Canton d'Alzon) je francouzský kanton v departementu Gard v regionu Languedoc-Roussillon. Tvoří ho šest obcí.

## Obce kantonu
- Alzon
- Arrigas
- Aumessas
- Blandas
- Campestre-et-Luc
- Vissec